# ジミー・ディーン

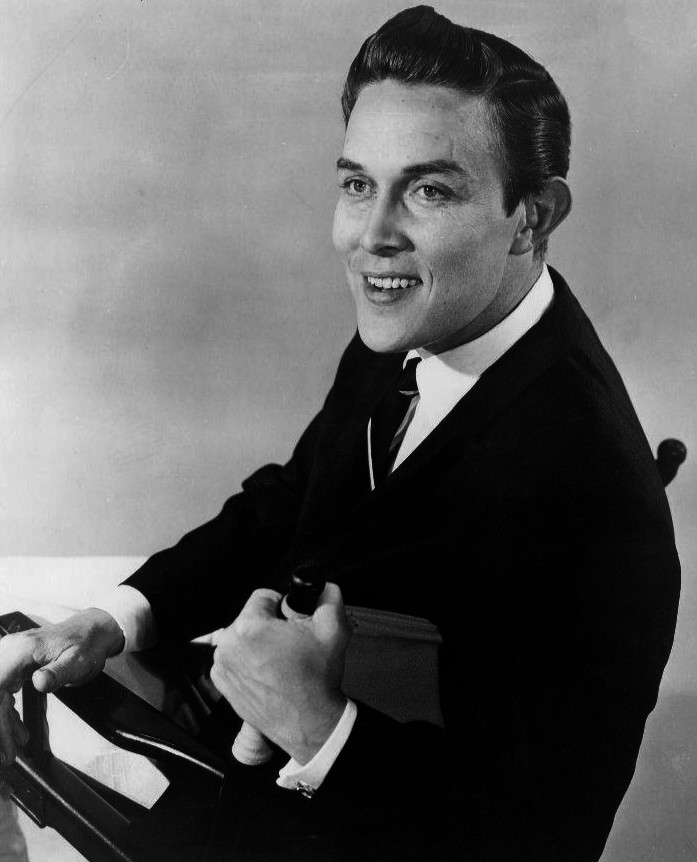
1966年撮影

ジミー・ディーン（Jimmy Dean、1928年8月10日 - 2010年6月13日）は、アメリカのカントリー・ミュージック歌手、俳優、実業家。
テキサス州プレインビュー生まれ。母親からピアノを習い、ハーモニカやアコーディオンも得意になる。空軍在籍中、ナイトクラブで軍人グループの代役でアコーディオンを演奏したのがきっかけで、そのままグループの一員となる。除隊後、放送局で働きながら音楽活動をし、自分の番組を持つようになる。1961年、『ビッグ・バッド・ジョン』でビルボード誌で全米1位を5週間記録する。1964年にはABCテレビで『ジミー・ディーン・ショー』を持ち、1971年には『007 ダイヤモンドは永遠に』で映画デビューする。
晩年は、レストランのチェーン店やソーセージを製造するジミー・ディーン・ミート・カンパニーの経営等に力を注いだ。2010年6月13日、バージニア州の自宅で死去。81歳没。